# دنیا پاس
ام وی دنیا پاس (به انگلیسی: MV Doña Paz) یک کشتی مسافربری متعلق به کشور ژاپن بود که در اکتبر ۱۹۷۵ به فیلیپین فروخته شد. این کشتی در تاریخ ۲۰ دسامبر ۱۹۸۷ معادل ۲۹ آذر ۱۳۶۶ پس از برخورد با یک کشتی حمل سوخت به نام ام تی وکتور (به انگلیسی: MT Vector) دچار آتش سوزی شد و به قعر دریا فرو رفت. این حادثه با مرگ ۴٫۳۸۵ نفر فجیع‌ترین و مرگبارترین حادثه دریایی غیرعمدی در طول تاریخ محسوب می‌شود. عمق فاجعه به مراتب بدتر از حادثه کشتی تایتانیک - که تلفات آن ۱٫۵۱۴ نفر است - بود. دنیا پاس از جزیرهٔ لیته عازم مانیل پایتخت کشور فیلیپین بود.

## توضیحات
کشتی در سال ۱۹۶۳ توسط شرکت اونومیچی زوسن (به انگلیسی: Onomichi Zosen) در شهر اونومیچی واقع در استان هیروشیما ساخته شد و با نام هیمه‌یوری مارو (به انگلیسی: Himeyuri Maru) مدتی را در آب‌های ژاپن سپری کرد. این کشتی در کشور ژاپن ظرفیت ۶۰۸ نفر مسافر را داشت و در اکتبر سال ۱۹۷۵ به خط سولپیچیو که یک شرکت مسافربری فیلیپینی بود فروخته شد. متعاقب آن اسمش به دان سولپیچیو و سپس به دنیا پاس تغییر یافت. یک ماه قبل از حادثه کشتی برای تعمیرات کلی در یک حوضچه شناور مستقر بود و در زمان حادثه کاملاً سالم بود. این کشتی در سفر خود مسیر زیر را دو بار در طی یک هفته می‌پیمود.
مانیل←تاکلوبان←کاتبالوگان←مانیل←کاتبالوگان←تاکلوبان←مانیل

## قبل از برخورد
در ۲۰ دسامبر ۱۹۸۷ معادل ۲۹ آذر ۱۳۶۶ در ساعت ۶:۳۰ صبح به وقت استاندارد فیلیپین بندر تاکلوبان را به مقصد مانیل پایتخت فیلیپین ترک کرد و با توقفی در کاتبالوگان و اعلام موقعیت به پایگاه اعلام کرد که در کاتبالوگان واقع در استان سامار لنگر انداخته‌است. این پیام آخرین پیام قریب به ۲٫۰۰۰ پیام ارسال شده توسط این کشتی بود. گزارش های بعدی حاکی از این بود که دنیا پاس هیچ پیام دیگری ارسال نکرد. در ساعت ۲۲:۳۰ به وقت استاندارد فیلیپین، کشتی در امتداد تنگه تابلاس در نزدیکی ماریندوک بود. یکی از بازماندگان گفت که هوا در شب حادثه صاف ولی دریا کمی متلاطم بود. در حالی که همه خواب بودند دنیا پاس با ام تی وکتور (به انگلیسی: MT Vector) برخورد کرد. ام تی وکتور در شب حادثه دارای ۸٫۸۰۰ بشکه بنزین، نفت خام و صنایع پتروشیمی بود که تمامی این محصولات متعلق به کلتکس فیلیپین بود.

## برخورد
ام وی دنیا پاس به محض برخورد با ام تی وکتور انفجاری در محموله سوخت ام تی وکتور به وجود آمد و آتش تمام این کشتی را در برگرفت. آتش طی چند دقیقه به دنیا پاس سرایت کرد. بازماندگان حادثه از وقوع یک انفجار حکایت می‌کنند که باعث وحشت مسافرین شد. یکی از مسافرین دنیا پاس که نامش پارکیتو اوزابل بود گفت: «آتش سریع به کشتی ما سرایت کرد، آب های پیرامون کشتی به علت نشت سوخت بر روی آب شعله‌ور بود.»
یکی دیگر از بازماندگان گفت: «بعد از برخورد دکل نور بر روی عرشه از کار افتاد و به سختی در تاریکی به جلیقه های نجات دسترسی پیدا کردیم؛ اما وقتی خواستیم از آنها استفاده کنیم تمامی جلیقه‌ها قفل بودند.»
وی افزود: «خدمه کشتی سعی در آرام کردن مردم داشتند و هیچ‌کدام از آنها راهکار یا دستور العملی برای سازماندهی مسافران ارائه نکردند.»
بازماندگان برای ادامه زندگی و از ترس سوختن باید به آب های شعله‌ور پیرامون کشتی شیرجه می‌زدند. در بین اجساد سوخته صدها نفر شنا می‌کردند تا به آب های امن برسند. دنیا پاس و وکتور به ترتیب طی ۲ و ۴ ساعت غرق شدند. هر دو تقریباً در یک منطقه در ۵۴۵ متری از تنگه تابلاس غرق شدند؛ محلی که مملو از کوسه بود. در هر حال اعلام شد که ۸ ساعت پس از این تراژدی وحشتناک مسئولین دو شرکت متوجه تاًخیر کشتی‌ها شدند و ۸ ساعت بعد عملیات جستجو و کشف شروع شد.

## تلفات
فقط ۲۶ بازمانده از آب نجات یافتند که ۲۴ نفر از مسافران دنیا پاس و تنها ۲ نفر از خدمه وکتور بودند.
هیچ‌یک از خدمه دنیا پاس در این سانحه زنده نماندند. اکثر بازماندگان بر روی بدن خود سوختگی‌هایی ناشی از پرش به آب های آتشین داشتند.
طبق اولین اطلاعیه شرکت خط سولپیچیو، ۱٫۴۹۳ مسافر و ۶۰ خدمه در کشتی بودند. طبق گفته این شرکت این کشتی قادر بود ۱٫۴۲۴ مسافر را حمل کند.
یک لیست مجدد در ۲۳ دسامبر ۱۹۸۷ نشان داد که ۱٫۵۸۳ مسافر و ۵۸ خدمه در کشتی بودند و ۶۷۵ نفر هم با بلیط نیم بها و بدون جای خواب در تاکلوبان سوار کشتی شدند و ۹۰۸ نفر هم در کاتبالوگان سوار شدند. در هر حال یک مقام رسمی از خط سولپیچیو به UPI گفت: «این بلیط‌های اضافی معمولاً غیرقانونی و با نرخ ارزان خریداری می‌شد و اینها همان مسافرانی بودند که از قشر ضعیف جامعه بودند و در لیست نهایی اعلام نشدند.»
وی افزود: «دارندگان این بلیط‌های افتخاری به همراه کودکان زیر چهار سال در لیست تلفات عنوان نشدند.»
بازماندگان حادثه گفتند: «تقریباً ۳٫۰۰۰ تا ۴٫۰۰۰ نفر در کشتی بودند و کشتی بسیار شلوغ بود و ما مسافرانی را می‌دیدیم که در راهروها و عرشه کشتی خوابیده بودند و حتی به صورت ۳ و ۴ نفره روی یک تخت تاشو به حالت نشسته خوابیده بودند.»
از ۲۱ نفری که در ابتدای جستجو پیدا شدند فقط ۱ نفر در لیست مسافرین جای داشت و بقیه مسافرین رسمی نبودند و از ۲۴ نفر بازمانده دنیا پاس فقط ۵ نفر بلیط اولیه داشتند.
رائول دازا، نماینده هیئت قانون گذاری سامار شمالی در ۲۸ دسامبر سال ۱۹۸۷ عنوان کرد که حداقل ۲٫۰۰۰ نفر از مسافران کشتی در لیست کشته شدگان حضور ندارند. همچنین تاًکید کرد که لیست موجود برگرفته از اسامی مسافرانی است که خانواده و دوستانشان از سفر آنها با این کشتی اطمینان داشتند. اسامی این کشته شدگان توسط رادیو و توسط تلویزیون در فیلیپین منتشر شد.
نام بیش از ۲٫۰۰۰ نفر مفقود شده در صفحه ۲۹ و ۳۰ روزنامه فیلیپین دیلی اینکوایر مورخ ۲۹ دسامبر ۱۹۸۷ منتشر شد. شرکت مذکور حتی قادر به یافتن اجساد قربانیانی که بلیط اصلی داشتند، نشد و اجساد بالغ بر ۲۰۰۰ نفر ناپدید شدند.
به گفته بازماندگان افراد بیشتری موفق به فرار از منطقه شدند، اما این منطقه مملو از کوسه‌های زیادی بود و احتمالاً شکار کوسه‌ها شدند. در پی جستجو ۳۰۰ جسد پیدا شد که یا قطع عضو بودند یا جای دندان کوسه بر روی بدن آنها مشاهده شد؛ اما بیشتر تلفات ناشی از سوختگی بود.

## واکنش‌ها و پیامدها
دیوان عالی کشور فیلیپین در سال ۱۹۹۹ تصدیق کرد که کشتی دارای بالغ بر ۴٫۰۰۰ مسافر بوده‌است؛ در نسخه ۲۰۰۸ سالنامه جهانی رقم تخمینی ۴٫۳۸۵ کشته ثبت شد.
مجله تایم در تیتر خبر نوشت: «مرگبارترین تراژدی غیرعمدی در قرن بیستم: با توجه به تعداد کشته شدگان، این فاجعه مرگبارترین تراژدی دریایی محسوب می‌شود.»
کرازون آکینو، رئیس‌جمهور فیلیپین گفت: «این یک تراژدی دلخراش ملی است و غم و اندوه مردم فیلیپین در آستانه کریسمس دوچندان خواهد بود.»
پاپ ژان پل دوم، نوبورو تاکه شیتا (نخست‌وزیر ژاپن) و ملکه الیزابت دوم پیام تسلیت خود را برای مردم این کشور فرستادند.
خط سولپیچیو اعلام کرده بود که کشتی تقریباً ۳ روز قبل از حادثه ۲۵٫۰۰۰٫۰۰۰ پزو معادل ۵۵۰٫۰۰۰ دلار آمریکا بیمه شده بود. این شرکت همچنین اعلام کرد حاضر به پرداخت ۲۰٫۰۰۰ پزو معادل ۴۷۲ دلار آمریکا بابت هر مسافر می‌باشد. چند روز بعد صدها نفر از قربانیان با تجمع و راهپیمایی در سطح پارک ریزال خواستار اعطای دیه به مفقود شدگانی که اسمشان در لیست اصلی کشتی نبود، شدند. همچنین خواستار یک لیست کامل از مفقود شدگان شدند.
مطابق اولین خبر منتشر شده توسط گارد ساحلی فیلیپین، فقط یکی از شاگرد خدمه‌ها بر برج کنترل بود و بقیه آبجو می‌خوردند و تلویزیون تماشا می‌کردند. در همین حال کاپیتان کشتی در حال تماشای فیلم سینمایی در تلویزیون روبرویش بود.
سؤال و جواب‌ها نشان داد که ام تی وکتور در حال انجام ماًموریتی غیرقانونی بود و مجوز حمل سوخت را در زمان مذکور نداشت؛ بنابراین هیئت نظارت دریایی فیلیپین شرکت خط سولپیچیو را از اتهام تبرئه کرد و دیوان عالی کشور فیلیپین، مالکان وکتور را به پرداخت دیه کامل مسافران محکوم کرد و در پی آن کلتکس فیلیپین که مسئول این فاجعه بود، جریمه شد و دیه کامل مسافران را کاملاً پرداخت کرد.

## مستند
در سال ۲۰۰۹ کانال تلویزیونی نشنال جئوگرافیک مستندی را تحت عنوان تایتانیک آسیا منتشر کرد.